# Словацьке вторгнення у Польщу
Словацьке вторгнення у Польщу — короткочасний військовий конфлікт між Словацькою республікою та Польською республікою, що тривав з 1 вересня по 6 жовтня 1939 року. Складова частина Польської кампанії Вермахту 1939 року. У рамках конфлікту словацька польова армія «Бернолак» у складі трьох дивізій загальною чисельністю близько 50 тисяч солдатів та офіцерів вторглася на територію Польської Республіки та зайняла землі, що були раніше втрачені Чехословаччиною під час прикордонного конфлікту 1920—1924 років, а також відповідно до Мюнхенської угоди 1938 року.

## Передумови
14 березня 1939 словацький парламент проголосив незалежність Словацької республіки, території якої на той час на правах автономії входили до складу Чехословаччини. Цей крок було узгоджено з канцлером Німеччини Адольфом Гітлером та здійснено під загрозою розділу словацьких земель між Угорщиною та Польщею, які вже отримали частину словацької території внаслідок Мюнхенської угоди 1938 року.
Відразу ж після проголошення незалежності Словаччина була атакована угорським військами, внаслідок цього коротокочасного конфлікту угорці зайняли 1,7 тис. км² словацької території. За таких умов Словаччина була змушена 23 березня укласти договір про захист з Третім Рейхом, відповідно до якого Німеччина гарантувала незалежність і територіальну цілісність Словаччини, яка у свою чергу зобов'язалася надавати німецькому війську вільний прохід своєю територією, а також узгоджувати з Третім Рейхом розвиток власних збройних сил та усі кроки у зовнішній політиці.
Згідно з зазначеним договором німецьке командування при розробці плану «Вайс» із захоплення території Польщі мало повне право розраховувати на надання Словаччиною не лише власної території для майбутнього наступу частин Вермахту, а й прямої військової допомоги. Словацький уряд дозволив розміщення німецьких військ біля польського кордону, а також використання Німеччиною існуючих та будівництво нових польових летовищ, баз постачання, залізничної та шосейної мережі. Для підготовки збройного походу 28 серпня 1939 року було оголошено загальну мобілізацію. На відповідну вимогу Німеччини для участі в нападі на Польщу у Словаччині було сформовано 3 дивізії, які утворили польову армію «Бернолак» чисельністю 51 тисяча вояків, під командуванням міністра оборони Словацької Республіки генерала Фердинанда Чатлоша. Окремо до польової армії було приєднано дивізіон літаків прикриття, моторизовану групу «Калінак» та окремі загони Глінкової Гвардії («Hlinkova Garda»). Словацьке військо знаходилось в оперативному підпорядкуванні 14-ї армії Вермахту генерал-полковника Вільгельма Листа.

## Військові дії
Наступ словацьких військ розпочався о 5 ранку 1 вересня 1939 року, одночасно зі вступом на польську територію частин Вермахту. Таким чином Словаччина, разом з Німеччиною та Польщею, стала однією з перших воюючих сторін Другої світової війни.
Формально словацькі війська мали би боронити власний кордон та сковувати дії польських сил, проте німецьке командування розширило це завдання та віддало наказ про вторгнення на польські терени. Відомості словацької розвідки наприкінці серпня 1939 року подавали всеосяжну інформацію про чисельність польських сил в Карпатах, й командування допускало у певній фазі війни напад Польщі на територію Словаччини. 1 вересня 1939 р. у 5-й годині ранку, без формального оголошення стану війни словацькі війська перетнули польський кордон. Протистояли словакам польські Армія «Краків» (генерал Шилінг) та «Армія Карпати» (генерал А. Фабриці). Словацькі дивізії отримали диференційовані завдання: 1 піхотна дивізія (генерал Антон Пуланіх) атакувала Підгалля, Пеніни і частково Судецькі Бескиди. Шлях її наступу проходив через Яворина-Юргув-Недзиця-Чорштин-Нижнє Сромовце-Новий Тарг. Після цього дивізія мала продовжувати наступ у напрямку Маньови-Харкльова-Охотниця-Тильманова та Камениці. На лінії просування словацьких сил доходило до запеклих боїв з польськими частинами. Так, на околиці Чорштина, Охотниці, Лелюхова, Мушині, Жегєстова польські війська без зупину атакували словаків, що на певний час зупинило просування останніх. 4-5 вересня дивізія брала участь у боях проти регулярних частин польської армії. 7 вересня зайняла оборону, просунувшись на 30 км углиб польської території.
Тим часом 2-а словацька дивізія перебувала в резерві та мала діяти на відтинку Бардіїв-Свидник-Новий Сонч, але практично не брала участі в боях з поляками. Лише 3 вересня польськими військовими було зафіксовано вторгнення 4-х бронеавтомобілів і ескадрону кавалерії до Тилича. Польська оборона примусила словаків до відступу з населеного пункту. 2-а дивізія була задіяна в поліцейській операції по зачищенню територій від залишків польського війська на лінії Кросно-Сянок-Лєско. 16 вересня 1939 року ця дивізія була відведена до Словаччини, а її місце зайняла введена моторизована група «Калінак» (полковник Імро).
3-я словацька дивізія «Разус» під командуванням полковника Августина Малара боронила 170-кілометрову ділянку кордону від Старої Любовні до кордону з Угорщиною, де відбивала атаки польської армії під Черемхою і Гутою Полянською, а також підтримувала німців в наступі по лінії Ясло-Кросно-Сянок та Буковське-Балигруд-Цисна. Ця дивізія брала участь лише в локальних прикордонних сутичках, згодом перейшла кордон та до 11 вересня зайняла частину польської території, не зустрівши збройного спротиву.
Фактично бойові дії між словацькими та польськими військами велися лише протягом першого тижня кампанії, однак формально датою завершення конфлікту слід вважати 6 жовтня 1939 року, день, коли німецьке командування офіційно оголосило про перемогу у Польській кампанії. Сукупні втрати словацької піхоти становили 18 осіб убитими, 46 пораненими та 11 зниклими безвісти.

## Повітряна війна
В нападі на Польщу взяли участь 2 винищувальні ескадрильї словацької армії (20 літаків Avia B-534) і розвідувальна ескадрилья (10 літаків). Вони займалися супроводженням німецьких бомбардувальників, нищенням польських комунікацій, розкидування листівок, налагодженням зв'язку тощо. Маршрути бойової авіації пролягали над південною Польщею (Стрий, Дрогобич, Львів, Тернопіль). Відомий інцидент 3 вересня, коли словацькі літаки атакували з повітря Чехословацький Легіон Польського Війська у Глибочку Великому (7 кілометрів від Тернополя). 18 вересня словацькі літаки були виведені з фронту.
У перші дні війни словацькі ЗМІ повідомляли про польоти польських літаків у словацький прикордонній зоні. Завдяки таким польотам поляки мали детальні світлини найважнішого летовища в Спіському Новому Селі, натомість, політ над Пшешовем закінчився підбиттям польського літака. Існує інформація, що польські ВПС мали наказ обстрілу міст у самій Словаччині.

## Наслідки

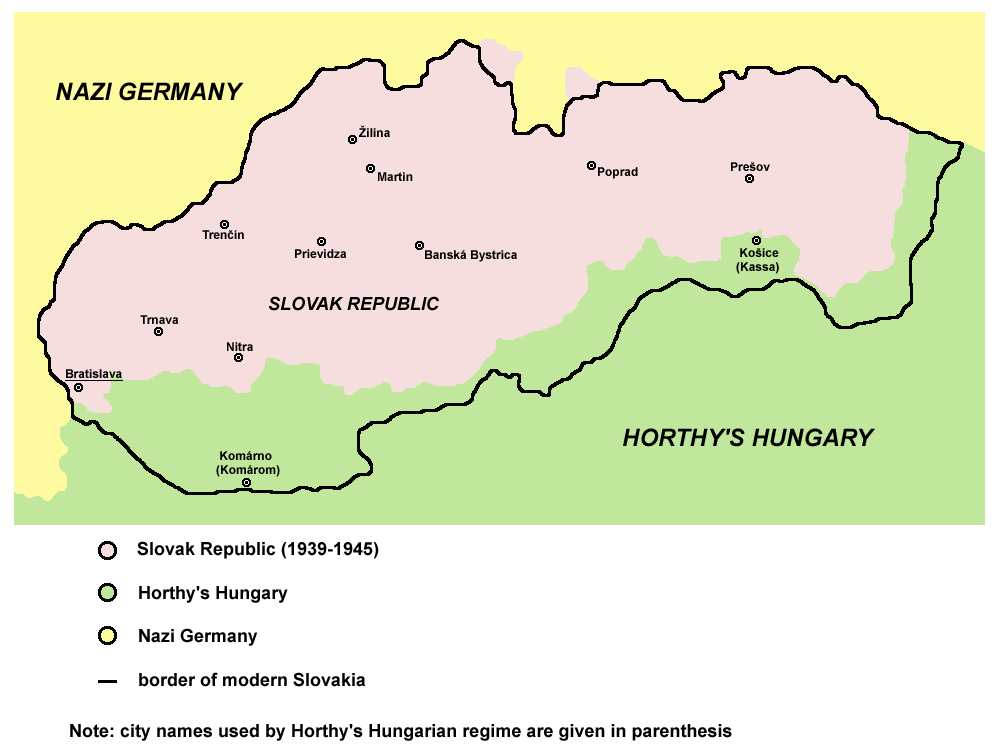
Словаччина в 1941-45рр.

В результаті вторгнення в Польщу Словаччина повернула свої території, втрачені протягом 1920-х та в 1938 році. 7 жовтня було оголошено демобілізацію частин армії «Бернолак». Вже в листопаді 1939 року, що були повернуті Словаччиною вступила в дію постанова уряду про початок деполонізації району.